# Ígor Korobchinski
Ígor Korobchinski (Antratsyt, Ucrania, 16 de agosto de 1969) es un gimnasta artístico ucraniano, tres veces campeón olímpico entre las Olimpiadas de 1988 y 1996.

## Representando a la Unión Soviética
En el Mundial de Stuttgart 1989 gana dos medallas de oro, en suelo y en la general individual, en esta última por delante de su compatriota Valentin Mogilny y del chino Li Jing.
En el Mundial de Indianápolis 1991 gana de nuevo la medalla de oro en suelo, y la plata en barras paralelas, tras el chino Li Jing.

## Representando al Equipo Unificado, 1992
En 1992, al haberse separado la Unión Soviética sus países miembros particparon unidos en los eventos deportivos bajo el nombre de Equipo Unificado. Así en el Mundial celebrado en París gana el oro en suelo, la plata en salto —tras el surcoreano You Ok-Youl y el bronce en barra, tras su compañero de equipo Grigory Misutin y el chino Li Jing. Poco después, en las Olimpiadas celebradas en Barcelona (España) consigue el oro por equipos —por delante de China y Japón— y el bronce en paralelas. 

## Representando a Ucrania
En el Mundial de Birmingham 1993 gana la plata en paralelas, tras el bielorruso —antiguo compañero suyo en el Equipo Unificado— Vitaly Scherbo.
En el Mundial de Dortmund 1994 gana el bronce por equipos tras Rusia y China.
En los JJ. OO. de Atlanta (Estados Unidos) de 1996 gana el bronce en el concurso por equipos, tras Rusia y China, siendo sus compañeros: Oleg Kosiak, Grigory Misutin, Vladimir Shamenko, Rustam Sharipov, Olexander Svitlichni y Yuri Yermakov.